# Beate Palfrader
Beate Palfrader (* 11. August 1958 in Schwaz als Beate Landmann) ist eine österreichische Politikerin (ÖVP). Von 2008 bis Oktober 2022 war sie Landesrätin in den Tiroler Landesregierungen Platter I, Platter II und Platter III.

## Leben

### Ausbildung
Nach ihrer Reifeprüfung begann Beate Palfrader das Studium der Rechtswissenschaften an der Universität Innsbruck, das sie mit der Promotion zum Dr. jur. im Jahr 1982 abschloss. Berufsbegleitend folgten weitere Ausbildungen.

### Beruflicher Werdegang
Nach dem Gerichtsjahr am Landes- und Bezirksgericht Innsbruck war Beate Palfrader  Assistentin und Lehrbeauftragte am Institut für Öffentliches Recht der Universität Innsbruck. Von 1987 bis 2004 unterrichtete sie die Fächer politische Bildung, Recht und Volkswirtschaftslehre an der Handelsakademie und Handelsschule in Wörgl sowie an der Höheren Bundeslehranstalt St. Johann. Von 2004 bis 2008 war sie Direktorin der Tourismusschulen in St. Johann in Tirol.
Seit 2008 bis inklusive Oktober 2022 war Beate Palfrader Mitglied der Tiroler Landesregierung.  Als Landesrätin umfassten ihre Ressortbereiche:
1. Allgemeinbildende Pflichtschulen und dazugehörige SchülerInnenheime; berufsbildende Pflichtschulen und BerufsschülerInnenheime  mit  Ausnahme jener auf land- und forstwirtschaftlichem Gebiet;  Personalangelegenheiten  der  Lehrerinnen und Lehrer an  allgemeinbildenden  und  an  berufsbildenden Pflichtschulen sowie der Lehrpersonen an Landesmusikschulen und am  Tiroler Landeskonservatorium;  Angelegenheiten  der  Bildungsdirektion,  soweit  sie  in  die  Zuständigkeit des Landes fallen; Bildungszentrum für Hören und Sehen Mils;  Landessonderschule   Kramsach einschließlich  Internat;   Tiroler   Kinderbildungs- und Kinderbetreuungsgesetz (Kindergärten, Kinderkrippen, Horte, Tagesbetreuung, Kinderspielgruppen) einschließlich des Berufsrechtes auf diesen Gebieten; Stipendienangelegenheiten; u. a.
2. Kulturelle Angelegenheiten; Förderung von Kunst und Wissenschaft; Denkmalschutz;
3. Musikschulen  und  Tiroler  Landeskonservatorium  einschließlich  der  Personalangelegenheiten; Kultusangelegenheiten;   allgemeine   und   berufliche   Erwachsenenbildung;   Archivwesen   des Landes;  Büchereiwesen;  Tiroler  Bildungsinstitut;  Beteiligungen  des  Landes  an  der  Tiroler Landesmuseen-Betriebsgesellschaft  m.b.H.  und  der  Tiroler  Landestheater  und  Orchester  GmbH Innsbruck; Angelegenheiten der Tiroler Festspiele Erl Gemeinnützige Privatstiftung.
4. Wohnungs- und   Siedlungswesen;   Wohnbauförderung;   Mietzins- und  Annuitätenbeihilfen; u. a.
5. Arbeitsmarkt- und  Arbeitnehmerförderung;    Beteiligung    des    Landes    an    der    Tiroler Arbeitsmarktförderungs    GmbH;    Arbeitsrecht,    soweit    es    sich    nicht    um    land- und forstwirtschaftliche Arbeiter und Angestellte handelt.

Am 21. Juni 2022 gab sie bekannt, bei der Landtagswahl in Tirol 2022 nicht mehr zu kandidieren. Nachdem sie ihre Funktion als Tiroler AAB-Obfrau zurückgelegt hatte, wurde Dominik Mainusch geschäftsführender Landesobmann.

### Privates
Palfrader ist die Tochter von Sepp Landmann (1928–2011), einem Lehrer und Initiator zahlreicher Volkskulturinitiativen, wie des Tiroler Volksmusikvereins. Sie ist in zweiter Ehe verheiratet und Mutter von zwei Töchtern aus erster Ehe.

## Funktionen
- 1997–2016 	 Landesfrauenvorsitzende der GÖD
- 2009–2014 	 ÖAAB Landesobmann-Stellvertreterin
- 2009–2014 	 Bezirksparteiobfrau der Tiroler Volkspartei in Kitzbühel
- 2009–2016 	 ÖAAB Bundesobfrau-Stellvertreterin
- 2014–2018	  Amtsführende Präsidentin des Landesschulrates für Tirol
- seit 2008 	    Landesrätin für Tirol
- 2014–2022 	    Landesobfrau des AAB Tirol[2]
- seit 2016 	    Ehrenvorsitzende der GÖD Frauen
- seit 2017         Vorstandsmitglied der „Tiroler Festspiele Erl Gemeinnützige Privatstiftung“[3]
- seit 2019 	    Präsidentin der Bildungsdirektion für Tirol

## Auszeichnungen
- 2024: Ehrenzeichen des Landes Tirol[4]